# Газа Іван Іванович
Іван Іванович Газа (нар. 17 січня 1894, місто Санкт-Петербург, тепер  Російська Федерація — 6 жовтня 1933, місто Ленінград, тепер Санкт-Петербург, Російська Федерація) — радянський діяч, відповідальний секретар Московсько-Нарвського районного комітету ВКП(б) Ленінграда, секретар Ленінградського міського комітету ВКП(б), член ВЦВК. Член Центральної контрольної комісії ВКП(б) у 1930—1933 роках.

## Біографія
Народився в родині естонського робітника Путиловського заводу. Навчався в Путиловському ремісничому училищі.
З 1909 року працював слюсарем Путиловського заводу Санкт-Петербурга. Неодноразово брав участь у страйках, за що в лютому 1916 року був заарештований і відправлений солдатом у дисциплінарний батальйон в Новій Руссі, а потім у збройову майстерню в Оранієнбаумі біля Петрограда. Служив кулеметником 1-го кулеметного запасного полку російської армії.
З березня 1917 року працював робітником Путиловського заводу, брав участь у формуванні загонів Червоної гвардії на Путиловському заводі і в розгромі «корніловського заколоту».
Член РСДРП(б) з квітня 1917 року.
З серпня 1917 року — член Петроградської ради. Брав активну участь у жовтневому збройному повстанні 1917 року в Петрограді, був одним із керівників революційного штабу Нарвського району. Організовував роботу міліції Нарвського району.
У 1918 році був ініціатором створення Путиловського сталевого артилерійського дивізіону. З вересня 1918 по 1920 рік — комісар Путиловського бронепоїзда № 6 імені В. І. Леніна РСЧА. Брав участь у бойових діях на ряді фронтів громадянської війни в Росії проти військ Краснова, Корнілова, Юденича, придушенні антибільшовицького повстання в Гжатську, на польському фронті.
У 1920—1924 роках — помічник начальника бронесил Петроградського військового округу. У 1924—1925 роках — військовий комісар і начальник бронесил Петроградського військового округу.
З 1925 року — на партійній роботі в Ленінграді.
У 1926—1928 роках — секретар партійного комітету ВКП(б) заводу «Красный путиловец» міста Ленінграда.
У листопаді 1928 — грудні 1931 року — відповідальний секретар Московсько-Нарвського районного комітету ВКП(б) Ленінграда.
У грудні 1931 — 5 жовтня 1933 року — секретар Ленінградського міського комітету ВКП(б) із пропаганди.
Помер 5 жовтня 1933 року від туберкульозу в Ленінграді. Похований Марсовому полі Ленінграда (Санкт-Петербурга).

## Нагороди
- орден Червоного Прапора (1920)